# Сомборско спортско удружење
Сомборско спортско удружење основано 19. априла 1887, у целом међуратном периоду имало је више секција, односно клубова: фудбалску, пливачку, ватерполо, атлетску, рвачку, тениску, повремено и клизачку, куглашку, мачевалачку, хазену и стони тенис.
Пливачка, ватерполо и рвачка секција у првим поратним годинама, а касније и стонотениска, биле су у врховима југословенског спорта и у својим дисциплинама више пута освајале првенство државе.

## Пливање
Штампа је забележила да је 1907. године при ССУ формирана самостална пливачка секција у оквиру које истовремено, на инцијативу студената из Беча и Будимпеште почиње први пут на овим просторима да се игра и ватерполо. У Сомбор је дошао и Иштван Јонаш из Будимпеште, истакнути мађарски пливач, шампион и рекордер па се уз његов долазак и помиње осамостаљивање пливачке секције. Наиме, он је постављен за њеног руководиоца. Међутим, према мађарским изворима, Јонаш је дошао у Сомбор још 1905. године и донео ватерполо лопту.
После Првог светског рата, тачније 1921. године основана је пливачка секција при Југословенском олимпијском  одбору у коју је одмах примљено и Сомборско спортско удружење. Списак од 26 имена пливача, ватерполиста и скакача у воду одмах је верификован чиме је и званично омогућено Сомборцима да се такмиче. Прво првенство Југославије у пливању и ватерполу одржано је 28. августа 1921. године на Бледу. Учествовало је 120 такмичара из Ријеке, Љубљане, Карловца, Загреба и Сомбора. Четворочлана пливачка екипа и ватерполо тим представљали су ССУ. Ватерполисти ССУ су у конкуренцији шест екипа били први без примљеног гола! Прву титулу државног првака освојили су: Јанош Маурер, Станоје Лалошевић, Нандор Маурер, Јосип Шуљок, Ђерђ Сентђерђи, Ђорђе Лугумерски и Тибор Жигмонд.

### Успеси
- Шампион Јужне Мађарске 1913.
- Шампион Југославије 1921, 1922, 1924.
- Вицешампион Југославије 1928.
- Шампион Србије 1952, 1955, 1956, 1957, 1959, 1960.
- Првак Београда 1938.

## Фудбал
Фудбалска секција ССУ је најуспешнији фудбалски клуб у Сомбору и околини између два рата. Своје прво званично такмичење започели су кад је формирано прво првенство Суботичког ногометног подсавеза (СНП) у сезони 1920/21. То је једини сомборски фудбалски клуб који се све време од 1920. до 1941. године такмичио у I разреду СНП-а. Свој највећи успех достигао је (а то је и највећи успон сомборског фудбала до данас) у такмичарској сезони 1923/24. године, када су ССУ освојили првенство I разреда СНП-а и учествовали у завршном такмичењу за првенство државе. Било је то друго по реду државно првенство. Такмичење се тада одвијало по куп-систему између првака седам фудбалских подсавеза. У првом колу овог такмичења ССУ је био слободан, а у полуфиналу састао се са београдском Југославијом, тада најјачим клубом у држави. Играло се у Суботици, победила је Југославија са 5:1. Тиме се Југославија пласирала у финале, где се састала са сплитским Хајдуком и победила са 2:1, те тиме постала првак државе. ССУ је још два пута био првак Суботичког подсавеза, 1930. и 1931. године.
Прва клупска јавна пријатељска утакмица одиграна је у Сомбору тек 1912. године између МТК из Будимпеште и фудбалског клуба ССУ. Гости су победили 10:0. Поред првенствених утакмица у међуратном периоду Сомборско СУ је одиграло више пријатељских утакмица са разним клубовима Београда, Суботице, Новог Сада, Будимпеште, Беча, Осијека, Арада, Загреба и др.
Игралиште Сомборског Спорта било је на крају Војвођанске улице, крај баре, ниже данашњег игралишта ЖАК-а. Боја дреса Сомборског СУ била је плаво-бела.

### Успеси
- I разред Суботичког ногометног подсавеза
Освајач: 1923/24; 1929/30; 1930/31.

## Стони тенис
Сомбор је колевка стоног тениса у Србији. Иако је Југословенски пинг понг савез основан 14. априла 1928. године у Сомбору, стонотенисерска секција унутар ССУ основана је 1925. године. Не треба заборавити да је пре оснивања савеза у граду Сомбору поред секције ССУ постојало још три стонотениске секције (Соко, ЖАК и Католичка Читаоница). Када је јануара 1929. године Краљевина Југославија по први пут учествовала на светском првенству које је одржано у Будимпешти од четири репрезентативца два су била сомборца: Милорад Коњовић и Бора Станковић. Један од највећих спортских догађаја у Сомбору између два рата свакако је гостовање мађарске стонотениске репрезентације 1931. године.

## Након Ослобођења
По завршетку Другог светског рата комунистичке власти нису дале дозволу за рад ССУ. Прави разлози за овакву одлуку нису познати. Једино су пливачи и ватерполисти, сада као Полет наставили деловање. Стонотенисери су се прикључили Спортском друштву ЖАК, фудбалери су заиграли у другом сомборским клубовима (Раднички, ЖАК, итд) хазена је отишла у прошлост јер је заменио велики рукомет. Неколико година касније мачеваоци су кренули изнова у Мачевалачком клубу Сомбор.